# Leprechaun: In The Hood
Leprechaun in the Hood (titulada La Noche del Duende 5: La Maldición en España y El Duende Maldito en el Barrio en Hispanoamérica) es una película de terror y comedia de 2000 dirigida por Rob Spera. Es la quinta película de la saga Leprechaun. Fue lanzada directamente a formato de video el 28 de marzo de 2000. Fue la última entrega producida por Trimark Pictures.

## Argumento
Empieza con el duende bajando por las escaleras y diciendo: "Muerte a aquel que al leprechaun libere, que de robar su oro su alma corrompiere".
Luego sentado mientras revisa el oro empieza a decir: "Por muchas lunas la leyenda ha crecido, las muertes aumentan, la solución no ha aparecido, cuidado con el maligno que busca su tesoro, sino quieres sufrir la ira de su flauta de oro, escápate si puedes, el futuro es negativo, con el leprechaun en el barrio nadie sale vivo".
Luego se aprecia en una escena que Mc Daddy O'Nassis y su amigo van en búsqueda de oro debajo de donde pasa un tren, luego discuten y este empuja a su amigo este cae sobre maderas, ven a un duende petrificado con un collar de oro y asu alrededor oro, Mc Daddy O'Nassis y toma la flauta de oro y espera afuera, le ordena a su amigo que recoja todo este ve y coge el collar de oro y libera accidentalmente a él duende, este lo mata introduciendole un peine en su garganta, Mc Daddy O'Nassis ve a su amigo muerto y el duende, este intenta defenderse pero el duende lo empuja contra una esquina le dice que lo matará, pero Mc Daddy O'Nassis abre una llave del  cual sale mucho vapor y este le quema la cara al duende este retrocede pisa una tabla donde estaba el collar, esté da un vuelo en el airé y cae exactamente en su cuello y lo petrifica allí mismo de nuevo, luego Mc Daddy ONassis se ríe.
Luego Los raperos "Cartero ø mensajero P" (Anthony Montgomery), Stray Bullet (Rashaan Nall) y Butch (Red Grant) están en una audición de rap, uno de ellos hace estallar un componente en el escenario, luego de ese incidente son echados del escenario por el productor y les dice que arreglen su equipo.
Estos van a empañar su guitarra queriendo estafar a dos compradores, estos son descubiertos y echados también.
Luego de fracasar en vender su guitarra lo botan a la basura, los tres amigos van caminando y se cruzan con Mac Daddy O'Nassas, este les ofrece una prueba para que firmen por su discografía, luego de revisar y escuchar la canción este les dice que es basura les dice que cambien canciones a lo que 'Cartero P' le dice que no, luego Mc Daddy O'Nassis  procede a echarlos del lugar.
Más tarde ese mismo día uno de ellos planea un robo en la casa de Mac Daddy O'Nassas. En la noche van, roban y en ese momento llega Mac Daddy O'Nassas y mensajero P le dispara y piensan que el lo mató y proceden a ir se uno de ellos le quita el collar de oro y libera accidentalmente al duende que fue encarcelado por el productor Mac Daddy O'Nassas (Ice-T) 20 años atrás, el duende les dice una frase, uno de ellos dice que es eso y el otro responde que se parece a 'Jackie chan drogado' luego proceden a disparar y matar al duende.
Luego este se regenera y se junta su mano y sus partes, ve Mac Daddy O'Nassas y le dice que sigue  un gordo asqueroso, este sale corriendo y va a un bar, allí lo encuentra en leprechaun, Mac Daddy O'Nassas le ofrece un cigarro a lo que el duende acepta luego de una breve conversación el duende hace caer el cigarro y toma la mano de Mac Daddy O'Nassas y agarra el dedo donde esté tenía un anillo y se lo rompe, este nuevamente se va corriendo diciendo que lo matará. 
Luego de un par de muertes de personas, el Leprechaun va ahora a la caza de los tres amigos con el fin de recuperar su flauta mágica, la cual coloca en un trance eufórico a los oyentes que escuchan su melodía.  Después de matar a algunas personas (varios DJs y una chica) el duende alcanza a los tres amigos en la de casa Postmaster P. Cuando los raperos y el duende se pelean, el duende mata a Stray Bullet haciéndole pegarse un tiro en la boca con su propia pistola mientras que Cartero P. y Butch miran con horror. Luego Butch visita a Mensajero P. en la casa de su abuela y lo convence para utilizar un conjunto de tréboles para despojar al duende de sus poderes con el fin de robar de nuevo la flauta y así vencer al duende.

## Reparto
- Warwick Davis como El Leprechaun.
- Ice-T como Mack Daddy O'Nassas.
- Anthony Montgomery como Cartero ø Mensajero P.
- Rashaan Nall como Stray Bullet.
- Red Grant como Butch.
- Dan Martin como Jackie Dee.
- Lobo Sebastian como Fontaine Rivera.
- Ivory Ocean como Reverend Hanson.
- Coolio como Él mismo.

## Recepción
La película recibió una recepción de críticas negativas, y actualmente tiene una calificación de 33% de aprobación, el más alto para cualquier película de la serie, en la revisión del sitio web Rotten Tomatoes, basado en seis críticas. Kevin Archibald de IGN calificó 06.10 estrellas y lo llamó "muy tonto, pero entretenido". de Scott Weinberg de eFilmCritic clasificado 1/5 estrellas y escribió: "Simplemente no hay nada para recomendar aquí, incluso un poco ".